# Adenomus kandianus
Adenomus kandianus – gatunek zagrożonego wyginięciem płaza bezogonowego z rodziny ropuchowatych (Bufonidae).

## Systematyka
Takson ten bywał niekiedy synonimizowany z Adenomus kelaartii. Meegaskumbura i współpracownicy (2015) uznali opisany w 1998 roku gatunek Adenomus dasi za młodszy synonim A. kandianus.
Etymologia
Epitet gatunkowy pochodzi od nazwy cejlońskiego miasta Kandy.

## Występowanie
Zwierzę jest endemitem Sri Lanki.

## Rozmnażanie
Prawdopodobnie rozmnaża się w środowisku wodnym z udziałem kijanek, jak w przypadku spokrewnionych z nim gatunków.

## Status
Przed 2012 rokiem znane były tylko dwa osobniki tego gatunku, których szczątki przechowywane są w Muzeum Historii Naturalnej w Londynie; po 1876 roku przez ponad 100 lat nie pojawiło się żadne nowe doniesienie o znalezieniu przedstawicieli tego gatunku. Ponieważ zwierzęcia nie widziano od ponad 100 (a nawet 130) lat, a prowadzone przez 10 lat rozległe badania mające ustalić zasięg jego występowania również go nie odnalazły, gatunek uznano za wymarły. Jednak w 2009 roku odkryto populację żywych osobników; ok. 100 przedstawicieli gatunku odkryto na obszarze ok. 200 m² w rezerwacie w Prowincji Środkowej w Sri Lance.
Być może za wymieranie tego stworzenia odpowiada urbanizacja.